# 심결
심결(沈決, 1419년 ~ 1470년)은 조선의 문신이다. 영의정 심온의 아들로 소헌왕후의 남동생이다. 따라서 세종의 처남이며 문종, 세조에게는 외숙부가 된다. 또한, 청송부원군(靑松府院君) 영의정 심회의 동생이다. 자는 통지(通之), 시호는 정이(靖夷)이다.

## 생애
역모죄로 처형당한 아버지 심온의 일에 연좌되어 관직에 나가지 못하다가, 문종 때에, 형 심회(沈澮), 조카 심미(沈湄, 큰형 심준의 아들), 조카 강희안 등과 함께 관직에 등용되어 돈녕부 주부(敦寧府注簿)가 되었고, 단종 때에는 첨지돈녕부사(同知敦寧府事)가 되었다. 세조 때에, 공조판서, 판중추원사, 영중추부사에 이르렀으며, 성종 때에는 대광보국숭록대부 행 판중추부사, 판돈녕부사가 되었다.
행 판돈녕부사(行判敦寧府事) 심결(沈決)이 졸(卒)하니, 조회(朝會)를 거두고, 조제(弔祭)하고 예장(禮葬)하기를 예(例)와 같이 하였다. 심결의 자(字)는 통지(通之)이고, 소헌 왕후(昭憲王后) 689)의 아우인데, 그 아버지 심온(沈溫)이 죄로 죽었으므로 폐고(廢錮)690) 되어 관직에 나가지 못하였다. 그런데 경태(景泰) 경오년691) 에 문종이 처음으로 기용하여 돈녕부 주부(敦寧府主簿)를 삼고, 동첨지돈녕부사(同僉知敦寧府事)로 뛰어올랐다. 을해년692) 에 세조(世祖)가 또 발탁하여 통정 대부(通政大夫) 첨지중추원사(僉知中樞院事)를 삼고, 병자년693) 에 가선 대부(嘉善大夫) 동지중추원사(同知中樞院事)로 올리고, 천순(天順) 정축년694) 에 가정 대부(嘉靖大夫)로 올리고, 기묘년695) 에 인순부 윤(仁順府尹)으로 전임(轉任)하였는데, 곧 정헌 대부(正憲大夫)로 뛰어올랐고, 경진년696) 에 숭정 대부(崇政大夫) 지중추원사(知中樞院事)로 올랐고, 신사년697) 에 숭록 대부(崇祿大夫) 공조 판서(工曹判書)가 되었으며, 계미년698) 에 판중추원사(判中樞院事)로 옮기고, 성화(成化) 병술년699) 에 보국 숭록 대부(輔國崇祿大夫) 영중추부사(領中樞府事)로 올랐다가 곧 판중추부사(判中樞府事)로 옮기고, 기축년700) 에 대광 보국 숭록 대부(大匡輔國崇祿大夫) 판돈녕부사(判敦寧府事)로 올랐는데, 이때에 이르러 졸하였으니, 나이가 52세이다.
정이(靖夷)라고 시호(諡號)하니, 자기 몸을 공손하게 하고 말이 적은 것을 정(靖)이라 하고, 마음을 편안하게 하고 고요한 것을 좋아하는 것을 이(夷)라 한다. 심결의 사람됨은 자질과 성품이 온량(溫良)하고 용모와 예의가 단정하였다. 세조가 불러서 안으로 들어오게 하여 집안 사람의 예절로 대우하여 외삼촌이라 호칭하고 이름을 부르지 아니하였다. 아들이 있으니, 심정원(沈貞源)이다.— 성종실록 1년(1470) 8월 6일 11번째 기사 - 행 판돈녕부사 심결의 졸기

## 가족 관계
- 증조부 : 심용(沈龍)
  - 할아버지 : 심덕부(沈德符)
    - 아버지 : 심온(沈溫)
    - 어머니 : 순흥부부인 안씨
      - 첫째 형 : 심준(沈濬)
        - 조카 : 심미 - 황해도 관찰사
        - 조카 : 심치 - 한성부 판관

      - 둘째 형 : 심회
        - 조카 : 심인 - 병조참의
        - 조카 : 심한 - 좌리공신, 청천군(靑川君), 한성부 우윤
        - 조카 : 심원 - 내자시 판관

      - 첫째 누나 : 소헌왕후
      - 첫째 매형 : 세종
        - 조카: 정소공주, 문종, 세조, 안평대군, 광평대군 등

      - 둘째 매형 : 강석덕(1395~
        - 조카 : 강희안
        - 조카 : 강희맹

      - 셋째 매형 : 노물재
        - 조카 : 노사신

      - 넷째 매형 : 유자해
      - 다섯째 매형 : 이숭지
      - 여섯째 매형 : 박거소
        - 조카 : 박중선

      - 부인 : 거창 신(愼)씨 (거창부원군 신승선의 사촌)
        - 장남 : 심정원(沈貞源) - 전라좌도 수군 절도사

## 심결이 등장한 작품
- 《대군-사랑을 그리다》 (TV조선, 2018년, 배우: 김정균)

## 참조
1. ↑  김진섭, 《조선건국기 재상열전》 지성사, 1998, p.179, ISBN 8978890350
2. ↑  《문종실록》 1년(1451) 8월 6일 1번째 기사
3. ↑  《성종실록》 1년(1470) 8월 6일 11번째 기사
4. ↑  《세조실록》7년(1461) 12월 19일 1번째 기사
5. ↑  《세조실록》9년(1463) 3월 14일 1번째 기사
6. ↑  《세조실록》12년(1466) 11월 25일 1번째 기사
7. ↑  《성종실록》즉위년(1469) 12월 29일 4번째 기사
8. ↑  《성종실록》1년(1470) 4월 26일 5번째 기사

## 같이 보기
- 심덕부
- 심온
- 심회
- 소헌왕후